# 西贝里·奎因
西贝里·格蘭丁·奎因（英語：Seabury Grandin Quinn，1889年12月—1969年12月24日）是一名美國律師、記者，又以他從1925年開始在《詭麗幻譚》上連載的朱尔·葛兰丁系列偵探小說出名。

## 生平
他出生於華盛頓特區，曾在國家大學法學院（National University School of Law，1954年併入喬治華盛頓大學法學院）。在第一次世界大戰期間曾經參軍，戰後在1917年12月出版了自己的第一部作品《The Law of the Movies》，1925年開始創作朱尔·葛兰丁系列小說（1951年完結）。1937年，他成為了一名記者，後來又做過政府律師。除去朱尔·葛兰丁系列之外，他還寫過性轉色情小說《Alien Flesh》，它在作者死後的1977年出版。

## 外部連接
- Seabury Quinn的作品  - 古騰堡計劃
- 互联网档案馆中西贝里·奎因的作品或与之相关的作品
- Seabury Quinn在国会图书馆管理局的纪录，有9条目录纪录